# Авильский фарс

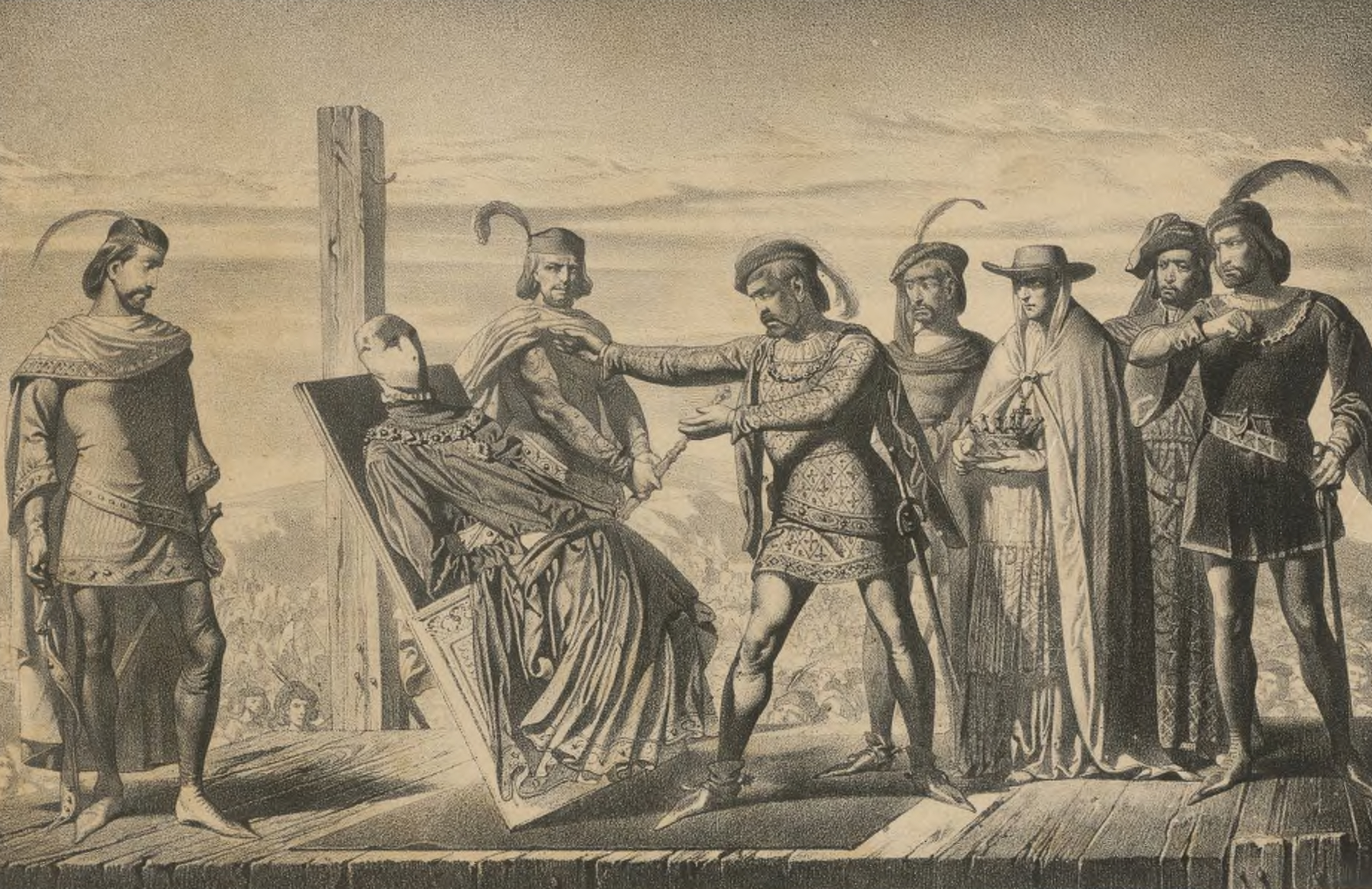
Авильский фарс

Авильский фарс (исп. Farsa de Ávila) — эпизод мятежа кастильских грандов (исп.) против короля Энрике Бессильного, когда 5 июня 1465 года под Авилой инсургенты объявили его низложенным и провозгласили новым королём его малолетнего брата Альфонса (под именем Альфонса XII).
Хуан Пачеко, прежде всесильный фаворит короля, в середине 1460-х был оттеснён с первых позиций новыми любимцами короля из дома Мендоса, а также Бельтраном де ла Куэвой, фаворитом королевы. Ослабление позиций Пачеко почувствовали на себе все те, кто был связан с ним узами дружбы и родства, — адмиралы Энрикесы, графы Пласенсия и Альба, Веласко Младший. К инсургентам присоединилась и католическая церковь в лице архиепископов Сантьяго, Севильи и Толедо. Партия магнатов 11 декабря 1464 года предъявила королю ультиматум — либо он идёт на уступки, либо будет низложен.

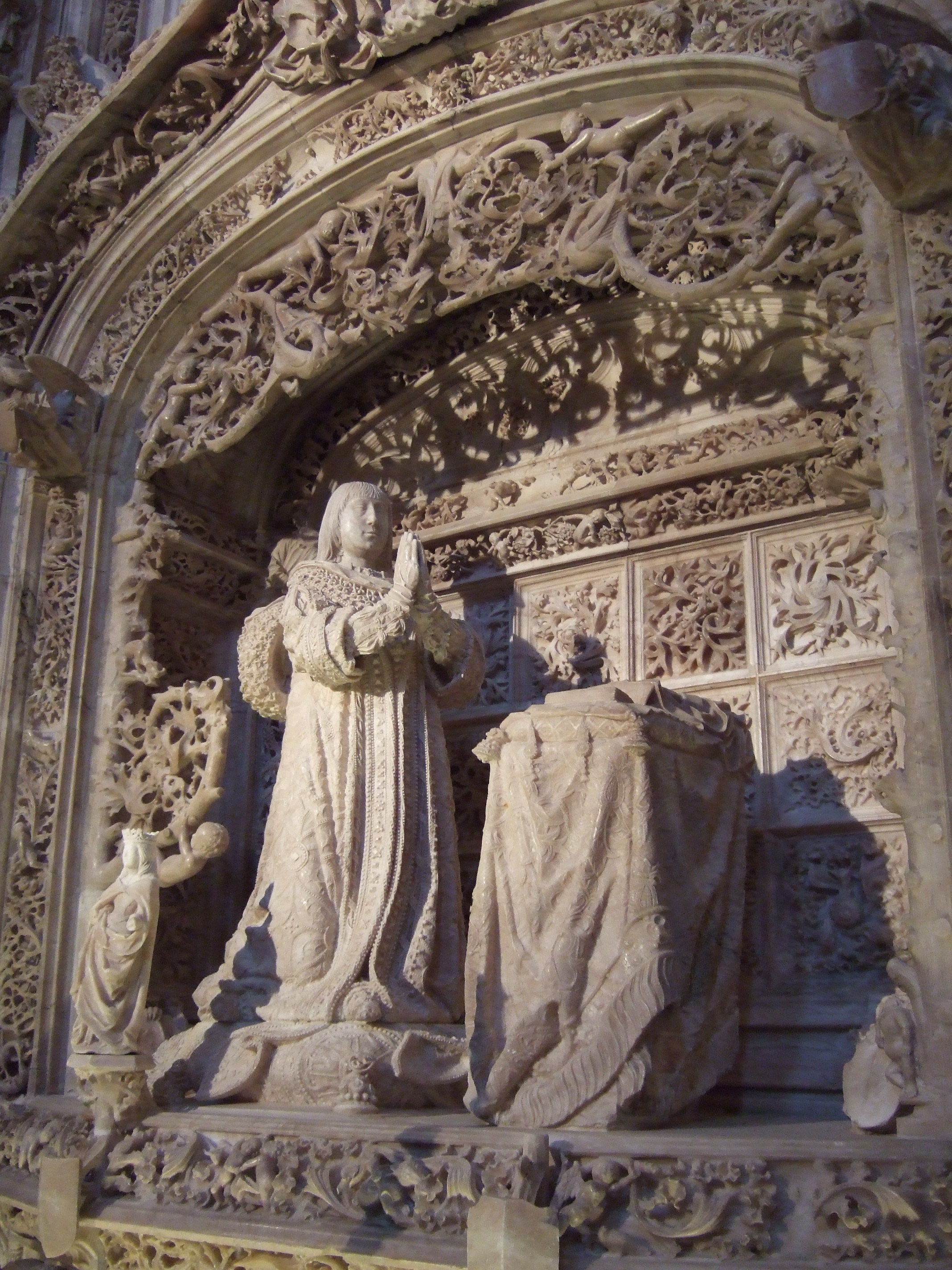
Гробница несостоявшегося короля Альфонса XII в картезианском монастыре Бургоса

О низложении Энрике IV было объявлено в Пласенсии 27 апреля 1465 года, однако формальная церемония низложения была проведена 5 июня неподалёку от Авилы в присутствии малолетнего инфанта Альфонса. На большой, издалека видной платформе было выставлено деревянное чучело короля в чёрных одеяниях, со скипетром и мечом в обеих руках. Хуан Пачеко, Альфонсо Каррильо, графы Пласенсия и Бенавенте и другие магнаты зачитали перед чучелом длинный список обвинений, где фигурировали нежелание воевать с маврами, пристрастие к мужеложству и половое бессилие. Также было указано, что инфанта Хуана не может быть его дочерью и, следовательно, наследовать кастильский престол. По окончании речей архиепископ Каррильо снял с чела истукана корону, граф Пласенсия отобрал у него меч, а граф Бенавенте — скипетр, после чего граф Миранда повалил чучело наземь с криком: «Ниц, содомит!» (A tierra, puto!) После этого спектакля на сцену поднялся инфант Альфонс, и инсургенты принялись целовать отроку руки.
События в Авиле не произвели большого впечатления на сторонников короля, которые окрестили их фарсом. С этим именем церемония низложения и вошла в испанскую историю. Хотя сторонники Альфонса контролировали ряд крупных городов, включая Бургос, инфанта все считали марионеткой в руках Хуана Пачеко. Когда наследник умер (1468), а его сестра Изабелла тайно сочеталась браком с Фердинандом Арагонским (1469), сам Пачеко и большинство его сторонников переметнулись на сторону инфанты Хуаны, объявив о примирении с королём. Началась война за кастильское наследство.